# Bernardia mollis
Bernardia mollis är en törelväxtart som beskrevs av Cyrus Longworth Lundell. Bernardia mollis ingår i släktet Bernardia och familjen törelväxter. Inga underarter finns listade i Catalogue of Life.